# O’Sullivan
O’Sullivan ist ein ursprünglich patronymisch gebildeter Familienname irischer Herkunft mit der Bedeutung „Abkömmling des Súileabhán“ (dt. „kleines, dunkles Auge“), der außer in Irland auch im weiteren englischen Sprachraum gebräuchlich ist. Eine häufige Variante des Namens ist Sullivan.

## Namensträger

### A
- Aisling O’Sullivan (* 1968), irische Schauspielerin
- Aisling O’Sullivan (* 1984), irische Schauspielerin, siehe Aisling Bea
- Anthony O’Sullivan (1855–1920), US-amerikanischer Schauspieler

### C
- Camille O’Sullivan (* 1974), irische Sängerin, Schauspielerin und Architektin
- Cara O’Sullivan (1962–2021), irische Opernsängerin
- Chris O’Sullivan (* 1974), US-amerikanischer Eishockeyspieler und -scout
- Christian O’Sullivan (* 1991), norwegischer Handballspieler
- Christopher O’Sullivan (* 1982), irischer Politiker (Fianna Fáil)
- Christy O’Sullivan (* 1948), irischer Politiker (Fianna Fáil)
- Conor O’Sullivan, Maskenbildner und Spezialeffektkünstler

### D
- Dan O’Sullivan (* 1968), US-amerikanischer Basketballspieler
- Daniel O’Sullivan (Jurist) (* 1971), deutscher Richter
- Daniel O’Sullivan (Musiker) (* 1980), britischer Musiker und Komponist
- David O’Sullivan (Cricketspieler) (* 1944), neuseeländischer Cricketspieler
- David O’Sullivan (Beamter) (* 1953), irischer Beamter
- David O’Sullivan (Hurler) (* 1988), irischer Hurler
- Denis J. O’Sullivan (1918–1987), irischer Politiker
- Denise O’Sullivan (* 1994), irische Fußballspielerin
- Dennis O’Sullivan (Sänger) (1868–1908), US-amerikanischer Opernsänger (Bariton)
- Donal O’Sullivan (Musikwissenschaftler) (Donal Joseph O’Sullivan; 1893–1973), irischer Musikwissenschaftler und Politiker
- Donal O’Sullivan (Historiker) (* 1965), deutsch-irischer Journalist und Historiker
- Donal J. O’Sullivan († 1960), irischer Schachspieler
- Donnie O’Sullivan (* 1984), irischer Moderator, Fernsehautor, Musikproduzent, Podcaster, Redakteur, Grafikdesigner und Werbetexter

### E
- Eddie O’Sullivan (* 1958), irischer Rugby-Union-Trainer
- Emer O’Sullivan (* 1957), irische Literaturwissenschaftlerin und Autorin von Kinder- und Jugendbüchern
- Eugene Daniel O’Sullivan (1883–1968), US-amerikanischer Politiker

### F
- Fiona O’Sullivan (* 1986), irische Fußballspielerin

### G
- Gearóid O’Sullivan (1891–1948), irischer Politiker
- Gerry O’Sullivan (1936–1994), irischer Politiker
- Gilbert O’Sullivan (* 1946), irischer Songschreiber und Sänger
- Gillian O’Sullivan (* 1976), irische Leichtathletin
- Grace O’Sullivan (* 1962), irische Umweltaktivistin und Politikerin (Green Party)

### J
- J. T. O’Sullivan (* 1979), US-amerikanischer Footballspieler
- Jean Louise O’Sullivan, US-amerikanische Schauspielerin, Filmproduzentin und Synchronsprecherin
- Jan O’Sullivan (* 1950), irische Politikerin
- John O’Sullivan (Sänger) (1877–1955), irischer Opernsänger (Tenor)
- John O’Sullivan (Politiker) (1881–1948), irischer Historiker, Hochschullehrer und Politiker
- John O’Sullivan (Fußballspieler, 1922) (1922–??), irischer Fußballspieler
- John O’Sullivan (Fußballspieler, 1993) (* 1993), irischer Fußballspieler
- John O’Sullivan (Ingenieur), australischer Elektrotechniker
- John O’Sullivan (Radsportler) (1933–2023), australischer Radrennfahrer
- John L. O’Sullivan (1813–1895), US-amerikanischer Journalist
- Joseph O’Sullivan (1944–2022), US-amerikanischer Tätowierer, Künstler und Fachbuchautor
- Joseph Anthony O’Sullivan (1886–1972), kanadischer römisch-katholischer Geistlicher
- Joseph Michael O’Sullivan (1906–1971), US-amerikanischer Jazz-Pianist, siehe Joe Sullivan (Pianist)

### K
- Kelly O’Sullivan, US-amerikanische Theater- und Filmschauspielerin, Drehbuchautorin und Filmregisseurin

### M
- Marcus O’Sullivan (* 1961), irischer Leichtathlet
- Martin O’Sullivan (1891–1956), irischer Politiker
- Mary O’Sullivan (* 1968), irische Wirtschaftshistorikerin
- Mary Kelley O’Sullivan (1864–1943), US-amerikanische Gewerkschafterin
- Maureen O’Sullivan (Schauspielerin) (1911–1998), irisch-amerikanische Schauspielerin
- Maureen O’Sullivan (Politikerin) (* 1951), irische Politikerin
- Maurice O’Sullivan (1904–1950), irischer Schriftsteller
- Meghan O’Sullivan (* 1969), US-amerikanische Politikberaterin und Politikwissenschaftlerin
- Michael O’Sullivan (Jockey) (2000–2025), irischer Jockey
- Michael O’Sullivan, bürgerlicher Name von Michael Patric, irisch-kanadischer Schauspieler und Synchronsprecher
- Moya O’Sullivan (1926–2018), australische Schauspielerin

### N
- Ned O’Sullivan, irischer Politiker
- Niamh O’Sullivan (* 1994), irische Opern- und Konzertsängerin

### P
- Pádraig O’Sullivan (* 1984), irischer Politiker (Fianna Fáil)
- Patrick O’Sullivan (* 1985), US-amerikanischer Eishockeyspieler
- Patrick B. O’Sullivan (1887–1978), US-amerikanischer Politiker
- Paul O’Sullivan (1964–2012), kanadischer Schauspieler

### R
- Rachel Kealaonapua O’Sullivan (* 1950), US-amerikanische Turmspringerin
- Rhian O’Sullivan (* 1981), walisische Dartspielerin
- Richard O’Sullivan (* 1944), britischer Schauspieler irischer Abstammung
- Ronnie O’Sullivan (* 1975), englischer Snookerspieler

### S
- Sean O’Sullivan (* 1994), englischer Snookerspieler
- Shawn O’Sullivan (* 1962), kanadischer Boxer
- Sonia O’Sullivan (* 1969), irische Leichtathletin
- Sophie O’Sullivan (* 2001), irische Leichtathletin

### T
- Tadhg O’Sullivan (1927–1999), irischer Diplomat
- Terry O’Sullivan (Rugbyspieler) (1936–1997), neuseeländischer Rugby-Union-Spieler
- Terry O’Sullivan (Schauspieler) (1915–2006), US-amerikanischer Schauspieler
- Timothy H. O’Sullivan (~1840–1882), US-amerikanischer Fotograf
- Toddy O’Sullivan (1934–2021), irischer Politiker (Irish Labour Party)
- Tony O’Sullivan (1933–2007), irischer Rugby-Union-Spieler

### V
- Vincent O’Sullivan (1937–2024), neuseeländischer Poet, Schriftsteller und Theaterautor

### W
- Wayne O’Sullivan (* 1974), irischer Fußballspieler

### Z
- Zak O’Sullivan (* 2005), britischer Automobilrennfahrer